# 샤흐람 기야소프
샤흐람 잠셰도비치 기야소프(우즈베크어: Shaxram Jamshedovich Giyasov, 러시아어: Шахра́м Джамше́дович Гия́сов, 1993년 7월 7일~)는 우즈베키스탄의 권투 선수이다. 2016년 하계 올림픽에 참가하여 남자 웰터급에서 은메달을 획득했으며 세계 선수권 대회에서 1회(2017) 우승했다.